# Marin Preda
Marin Preda (Siliștea Gumești, 5 agosto 1922 – Palazzo di Mogoșoaia, 16 maggio 1980) è stato uno scrittore e poeta rumeno.

## Biografia
Marin Preda nacque nel 1922. Dopo essersi laureato in lettere con il massimo dei voti, si trasferisce in campagna, dove scopre la vita contadina, soggetto dei suoi romanzi. Viene consacrato con il libro I Moromete, capolavoro della letteratura rumena.

## Opere
- L'evoluzione (1952)
- I Moromete (Moromeţii; 1955)
- Risipitorii (1962)